# Дуби велетні звичайні
Дуби́ звича́йні-ве́летні  — ботанічна пам'ятка природи місцевого значення в Україні. Об'єкт розташований на території Ковельського району Волинської області, село Волошки. 
Площа 0,02 га. Статус присвоєно згідно з рішенням обласної ради від 30.05.2000 року № 12/3. Перебуває у віданні: Колодяжненська сільська рада. 
Статус присвоєно для збереження двох дерев дуба черешчатого віком 525 і 625 років, із діаметрами стовбурів відповідно 1,2 м і 2,0 м, заввишки 25,0 м і 27,0 м.
Волинський окружний адміністративний суд від 25.01.2024 року визнав протиправною бездіяльність Колодяжненської сільської ради Ковельського району Волинської області щодо невжиття заходів з організації проведення робіт із винесення меж пам'ятки природи ботанічної «Дуби звичайні-велетні» в с. Волошки та закріплення їх в натурі (на місцевості) площею 0,02 га. Суд зобов`язав Колодяжненську сільську раду Ковельського району Волинської області забезпечити організацію проведення робіт із винесення меж пам'ятки природи ботанічної «Дуби звичайні-велетні», яка знаходиться в с. Волошки у адміністративних межах Колодяжненської територіальної громади Ковельського району Волинської області та закріплення їх в натурі (на місцевості) площею 0,02 га.

## Галерея

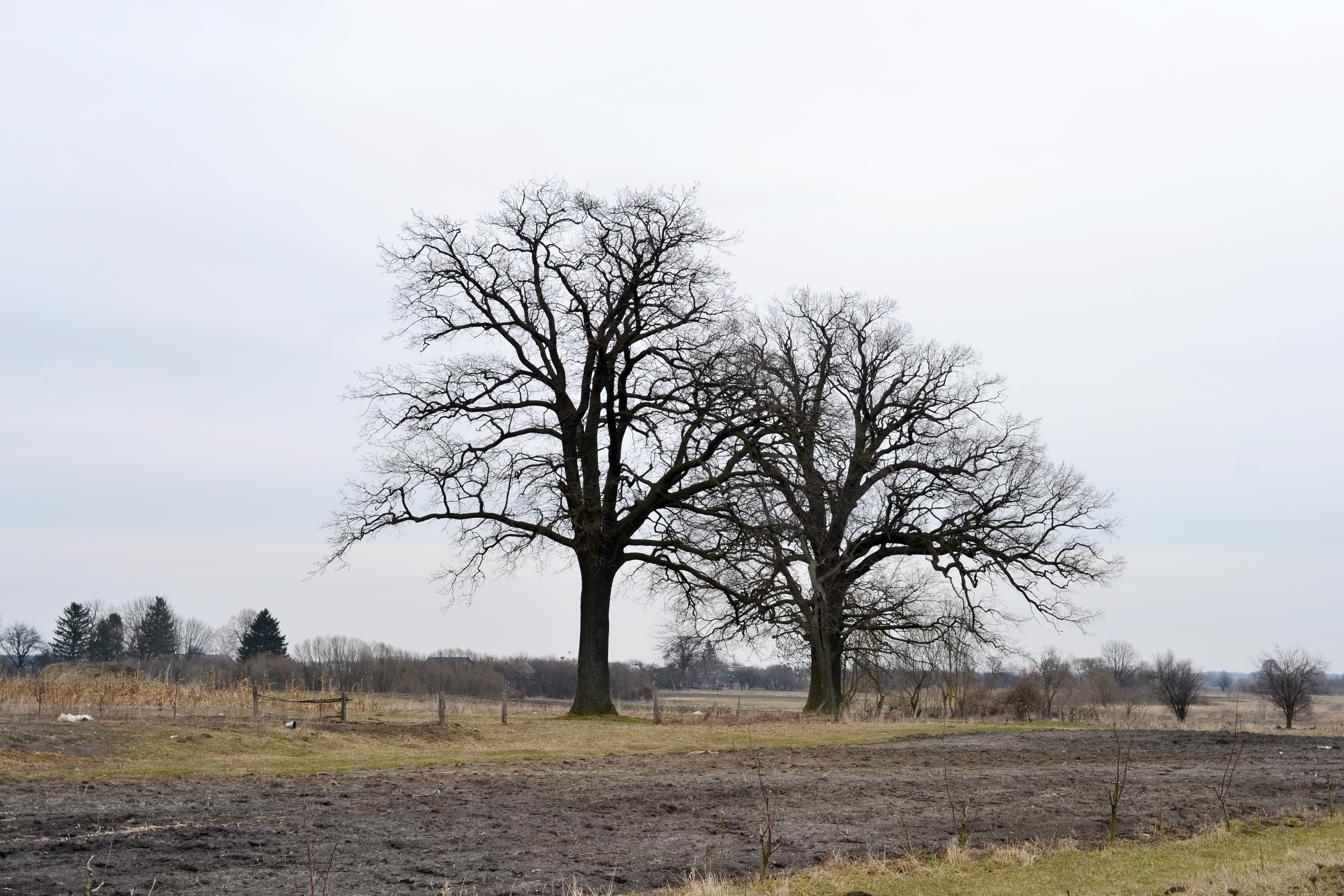
Вигляд з півдня у березні 2019 року
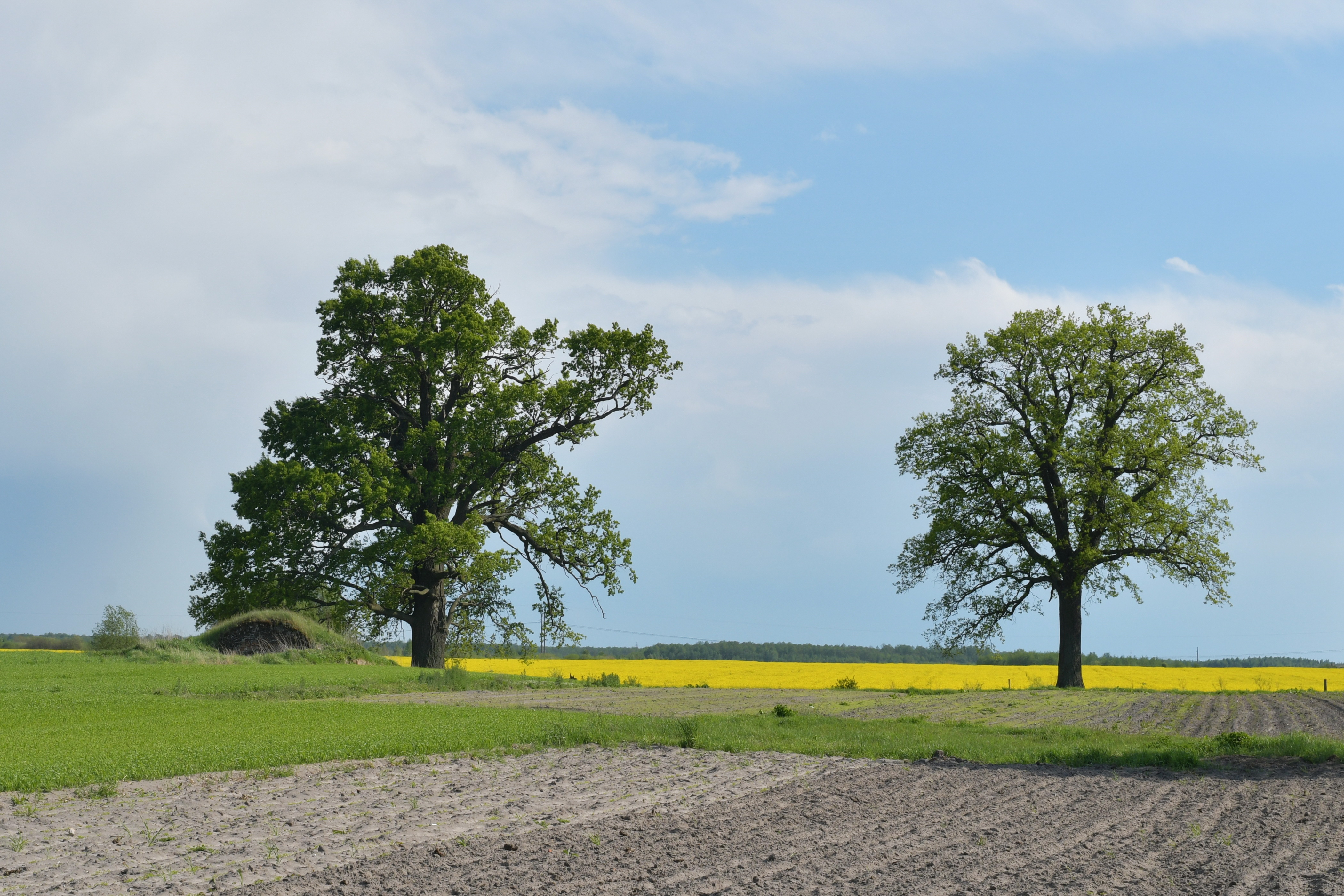
Вигляд з півночі у травні 2020 року
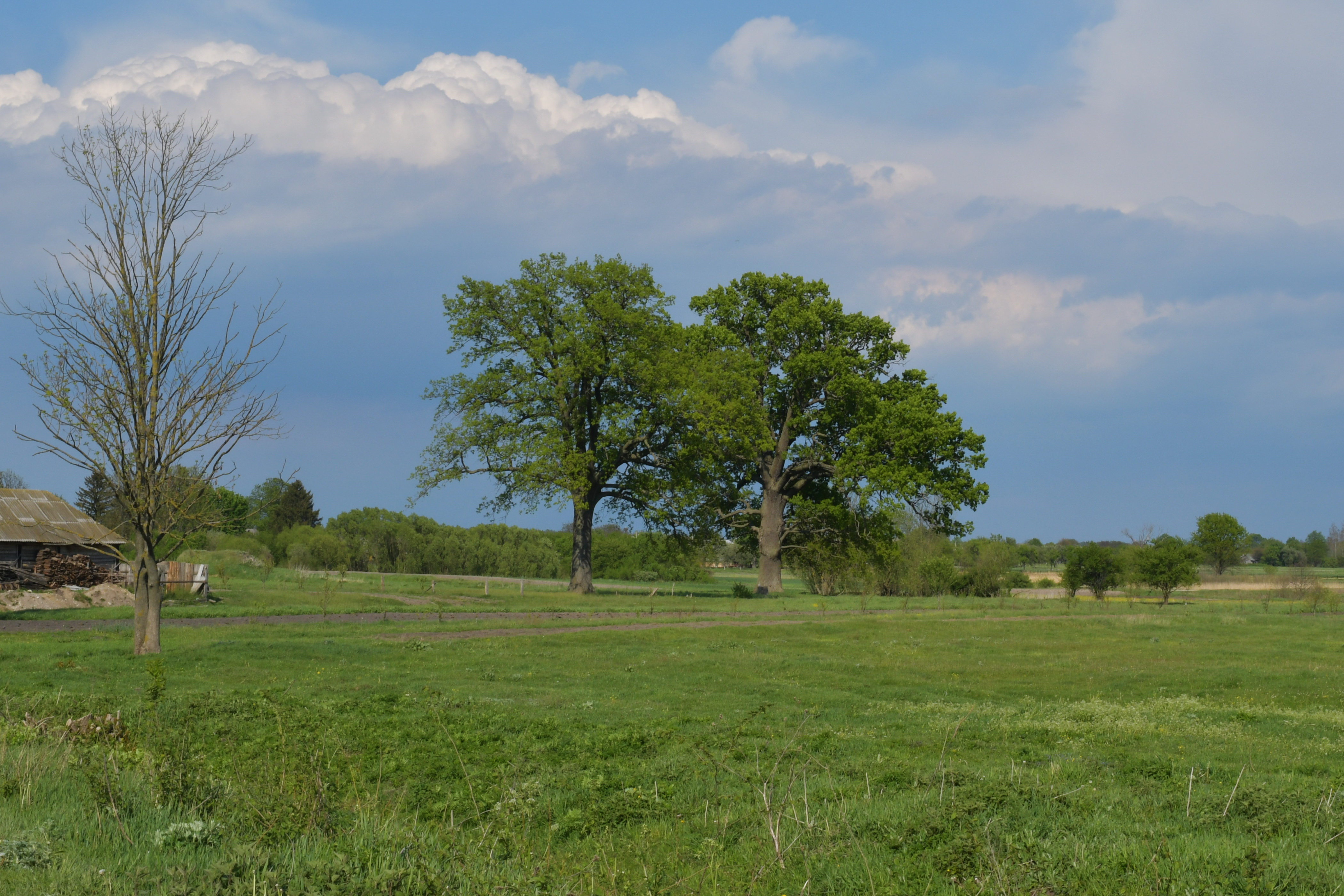
Вигляд з півдня у травні 2020 року